# The Big Bang Theory (10.ª temporada)
A décima temporada do sitcom norte-americano The Big Bang Theory estreou na CBS na segunda-feira, 19 de setembro de 2016 e terminou na quinta-feira, 11 de maio de 2017. Voltou ao ser horário regular na quinta-feira, 27 de outubro de 2016, depois da Thursday Night Football on CBS.
Em 12 de março de 2014, The Big Bang Theory foi renovada por mais três anos, estendendo-se até a temporada 2016–17 para um total de dez temporadas.
Em 20 de março de 2017, o TVLine informou que após meses de especulação, a CBS finalmente oficializou a renovação de The Big Bang Theory para mais duas temporadas.
No Brasil, a série de comédia líder de audiência nos Estados Unidos, The Big Bang Theory, estreou em 9 de outubro de 2016 pelo canal pago Warner.

## Produção
Assim como as duas temporadas anteriores, os cinco primeiros episódios da décima temporada foram ao ar em um dia diferente do atual (às quintas-feiras nos EUA), por causa da aquisição dos direitos de transmissão da Thursday Night Football que a CBS fechou com a NFL. Em maio de 2016, a CBS anunciou que a décima temporada da série começará nas segundas-feiras, e assim que a temporada de Futebol Americano acabasse a série voltará ao seu dia habitual (às quintas-feiras nos EUA).
As filmagens para a décima temporada começaram em 16 de agosto de 2016, conforme publicações no Instagram e Twitter por vários membros do elenco, entre eles, Kaley Cuoco e Mayim Bialik.
A Variety anunciou em 22 de julho de 2016 que Katey Sagal e Jack McBrayer interpretarão, respectivamente, a mãe e o irmão da Penny. Quanto aos personagens, Sagal faria Susan, descrita como estressada e neurótica devido a um vida de complicações com um filho problemático. McBrayer irá interpretar Randall, um ex-traficante de drogas e ex-presidiário. A Entertainment Weekly informou em 10 de agosto de 2016, uma semana antes das filmagens, que Dean Norris apareceria em vários episódios da décima temporada interpretando o Coronel Williams, um oficial durão da Air Force Research Laboratory, que estaria interessado no giroscópio quântico inventado pelos rapazes (Leonard, Sheldon e Howard, no caso) para aplicações militares. Em 9 de novembro de 2016, o TVLine informou que Christopher Lloyd fará uma participação especial na décima temporada como Theodore em um episódio de 1º de dezembro.

## Elenco
| - Johnny Galecki como Dr. Leonard Hofstadter - Jim Parsons como Dr. Sheldon Cooper - Kaley Cuoco como Penny - Simon Helberg como Howard Wolowitz - Kunal Nayyar como Dr. Rajesh "Raj" Koothrappali - Mayim Bialik como Dra. Amy Farrah Fowler - Melissa Rauch como Dra. Bernadette Rostenkowski-Wolowitz - Kevin Sussman como Stuart Bloom | - Christine Baranski como Dra. Beverly Hofstadter - Laurie Metcalf como Mary Cooper - Dean Norris como Colonel Richard Williams - Brian George como Dr. V.M. Koothrappali - Brian Posehn como Dr. "Bert" Bertram Kibbler - John Ross Bowie como Dr. Barry Kripke - Pamela Adlon como Halley Wolowitz (somente voz) - Brian Thomas Smith como Zack Johnson - Laura Spencer como Emily Sweeney - Kate Micucci como Lucy - Alessandra Torresani como Claire | - Judd Hirsch como Alfred Hofstadter - Keith Carradine como Wyatt - Katey Sagal como Susan - Jack McBrayer como Randall - Josh Zuckerman como Marty - Brandon Jones como Flash - Maria Canals-Barrera como Issabella Maria Concepcion - Christopher Lloyd como Theodore - Katie Leclerc como Emily - April Bowlby como Rebecca - Riki Lindhome como Ramona Nowitzki |

## Episódios
| N.º na série | N.º na temp. | Título                                                                   | Dirigido por    | Escrito por | Exibição original       | Audiência EUA (milhões) |
| ------------ | ------------ | ------------------------------------------------------------------------ | --------------- | --- | ----------------------- | ----------------------- |
| 208          | 1            | "The Conjugal Conjecture" "A Conjectura Conjugal"                        | Mark Cendrowski | História por : Chuck Lorre & Steve Holland & Tara Hernandez Roteiro por : Steven Molaro & Eric Kaplan & Jim Reynolds                  | 19 de setembro de 2016  | 15.82                   |
| 209          | 2            | "The Military Miniaturization" "A Miniaturização Militar"                | Mark Cendrowski | História por : Chuck Lorre & Eric Kaplan & Jim Reynolds Roteiro por : Steven Molaro & Steve Holland & Maria Ferrari                   | 26 de setembro de 2016  | 14.24                   |
| 210          | 3            | "The Dependence Transcendence" "A Transcendência da Dependência"         | Mark Cendrowski | História por : Steven Molaro & Saladin K. Patterson & Tara Hernandez Roteiro por : Steve Holland & Maria Ferrari & Jeremy Howe        | 3 de outubro de 2016    | 14.32                   |
| 211          | 4            | "The Cohabitation Experimentation" "A Experiência da Colaboração"        | Mark Cendrowski | História por : Chuck Lorre & Dave Goetsch & Maria Ferrari Roteiro por : Steven Molaro & Steve Holland & Tara Hernandez                | 10 de outubro de 2016   | 14.41                   |
| 212          | 5            | "The Hot Tub Contamination" "A Contaminação da Banheira"                 | Mark Cendrowski | História por : Chuck Lorre & Maria Ferrari & Tara Hernandez Roteiro por : Steve Holland & Eric Kaplan & Jim Reynolds                  | 17 de outubro de 2016   | 14.20                   |
| 213          | 6            | "The Fetal Kick Catalyst" "O Chute do Feto Catalisador"                  | Mark Cendrowski | História por : Steve Holland & Tara Hernandez & Jeremy Howe Roteiro por : Steven Molaro & Saladin K. Patterson & Anthony Del Broccolo | 27 de outubro de 2016   | 14.31                   |
| 214          | 7            | "The Veracity Elasticity" "A Elasticidade da Verdade"                    | Mark Cendrowski | História por : Steven Molaro & Eric Kaplan & Maria Ferrari Roteiro por : Steve Holland & Jim Reynolds & Adam Faberman                 | 3 de novembro de 2016   | 14.18                   |
| 215          | 8            | "The Brain Bowl Incubation" "A Incubação do Cérebro na Vasilha"          | Mark Cendrowski | História por : Chuck Lorre & Steve Holland & Saladin K. Patterson Roteiro por : Steven Molaro & Maria Ferrari & Tara Hernandez        | 10 de novembro de 2016  | 14.47                   |
| 216          | 9            | "The Geology Elevation" "A Elevação da Geologia"                         | Mark Cendrowski | História por : Chuck Lorre & Erik Kaplan & Maria Ferrari Roteiro por : Steve Holland & Jim Reynolds & Jeremy Howe                     | 17 de novembro de 2016  | 14.34                   |
| 217          | 10           | "The Property Division Collision" "A Colisão da Divisão da Propriedade"  | Mark Cendrowski | História por : Steve Holland & Bill Prady & Steve Goetsch Roteiro por : Steven Molaro & Maria Ferrari & Tara Hernandez                | 1 de dezembro de 2016   | 14.54                   |
| 218          | 11           | "The Birthday Synchronicity" "A Sincronicidade do Aniversário"           | Nikki Lorre     | História por : Chuck Lorre & Steve Holland & Maria Ferrari Roteiro por : Steven Molaro & Eric Kaplan & Tara Hernandez                 | 15 de dezembro de 2016  | 15.96                   |
| 219          | 12           | "The Holiday Summation" "O Resumo das Festas"                            | Mark Cendrowski | História por : Steven Molaro & Eric Kaplan & Tara Hernandez Roteiro por : Steve Holland & Maria Ferrari & Jeremy Howe                 | 5 de janeiro de 2017    | 16.80                   |
| 220          | 13           | "The Romance Recalibration" "A Recalibração do Romance"                  | Mark Cendrowski | História por : Chuck Lorre & Dave Goetsch & Anthony Del Broccolo Roteiro por : Steven Molaro & Steve Holland & Saladin K. Patterson   | 19 de janeiro de 2017   | 15.15                   |
| 221          | 14           | "The Emotion Detection Automation" "A Automação da Detecção de Emoções"  | Mark Cendrowski | História por : Chuck Lorre & Steven Molaro & Eric Kaplan Roteiro por : Steve Holland & Jim Reynolds & Saladin K. Patterson            | 2 de fevereiro de 2017  | 14.66                   |
| 222          | 15           | "The Locomotion Reverberation" "A Reverberação da Locomotiva"            | Mark Cendrowski | História por : Chuck Lorre & Steve Holland & Jim Reynolds Roteiro por : Steven Molaro & Maria Ferrari & Tara Hernandez                | 9 de fevereiro de 2017  | 14.15                   |
| 223          | 16           | "The Allowance Evaporation" "A Evaporação da Mesada"                     | Mark Cendrowski | História por : Eric Kaplan & Maria Ferrari & Jeremy Howe Roteiro por : Steven Molaro & Steve Holland & Jim Reynolds                   | 16 de fevereiro de 2017 | 13.51                   |
| 224          | 17           | "The Comic-Con Conundrum" "O Enigma da Comic-Con"                        | Mark Cendrowski | História por : Eric Kaplan & Saladin K. Patterson & Tara Hernandez Roteiro por : Steve Molaro & Steve Holland & Maria Ferrari         | 23 de fevereiro de 2017 | 13.38                   |
| 225          | 18           | "The Escape Hatch Identification" "A Identificação da Válvula de Escape" | Mark Cendrowski | História por : Steven Molaro & Eric Kaplan & Anthony Del Broccolo Roteiro por : Steve Holland & Jim Reynolds & Tara Hernandez         | 9 de março de 2017      | 13.08                   |
| 226          | 19           | "The Collaboration Fluctuation" "A Flutuação da Colaboração"             | Mark Cendrowski | História por : Chuck Lorre & Tara Hernandez & Giuseppe Graziano Roteiro por : Steven Molaro & Steve Holland & Dave Goetsch            | 30 de março de 2017     | 12.78                   |
| 227          | 20           | "The Recollection Dissipation" "A Dissipação da Memória"                 | Mark Cendrowski | História por : Eric Kaplan & Tara Hernandez & Jeremy Howe Roteiro por : Steven Molaro & Steve Holland & Maria Ferrari                 | 6 de abril de 2017      | 12.59                   |
| 228          | 21           | "The Separation Agitation" "A Agitação da Separação"                     | Mark Cendrowski | História por : Steven Molaro & Jim Reynolds & Maria Ferrari Roteiro por : Steve Holland & Tara Hernandez & Jeremy Howe                | 13 de abril de 2017     | 11.89                   |
| 229          | 22           | "The Cognition Regeneration" "A Regeneração da Cognição"                 | Mark Cendrowski | História por : Steve Holland & Tara Hernandez & Jeremy Howe Roteiro por : Dave Goetsch & Eric Kaplan & Jim Reynolds                   | 27 de abril de 2017     | 12.52                   |
| 230          | 23           | "The Gyroscopic Collapse" "O Colapso Giroscópico"                        | Anthony Rich    | História por : Chuck Lorre & Steve Holland & Alex Ayers Roteiro por : Steven Molaro & Jim Reynolds & Saladin K. Patterson             | 4 de maio de 2017       | 12.39                   |
| 231          | 24           | "The Long Distance Dissonance" "Dissonância à Longa Distância"           | Mark Cendrowski | História por : Steven Molaro & Eric Kaplan & Jim Reynolds Roteiro por : Chuck Lorre & Steve Holland & Tara Hernandez                  | 11 de maio de 2017      | 12.99                   |

### Web
- «Shows A-Z – big bang theory, the on CBS». The Futon Critic. Consultado em 14 de agosto de 2014
- «The Big Bang Theory: Episode Guide». MSN TV. Consultado em 14 de agosto de 2014
- «The Big Bang Theory Episode Guide». Zap2It. Consultado em 14 de agosto de 2014